# NGC 3728
NGC 3728 ist eine Spiralgalaxie vom Hubble-Typ Sb im Sternbild Löwe auf der Ekliptik. Sie ist schätzungsweise 310 Millionen Lichtjahre von der Milchstraße entfernt.
Das Objekt wurde am 10. April 1785 von Wilhelm Herschel entdeckt.